# Schloss Dahlhausen

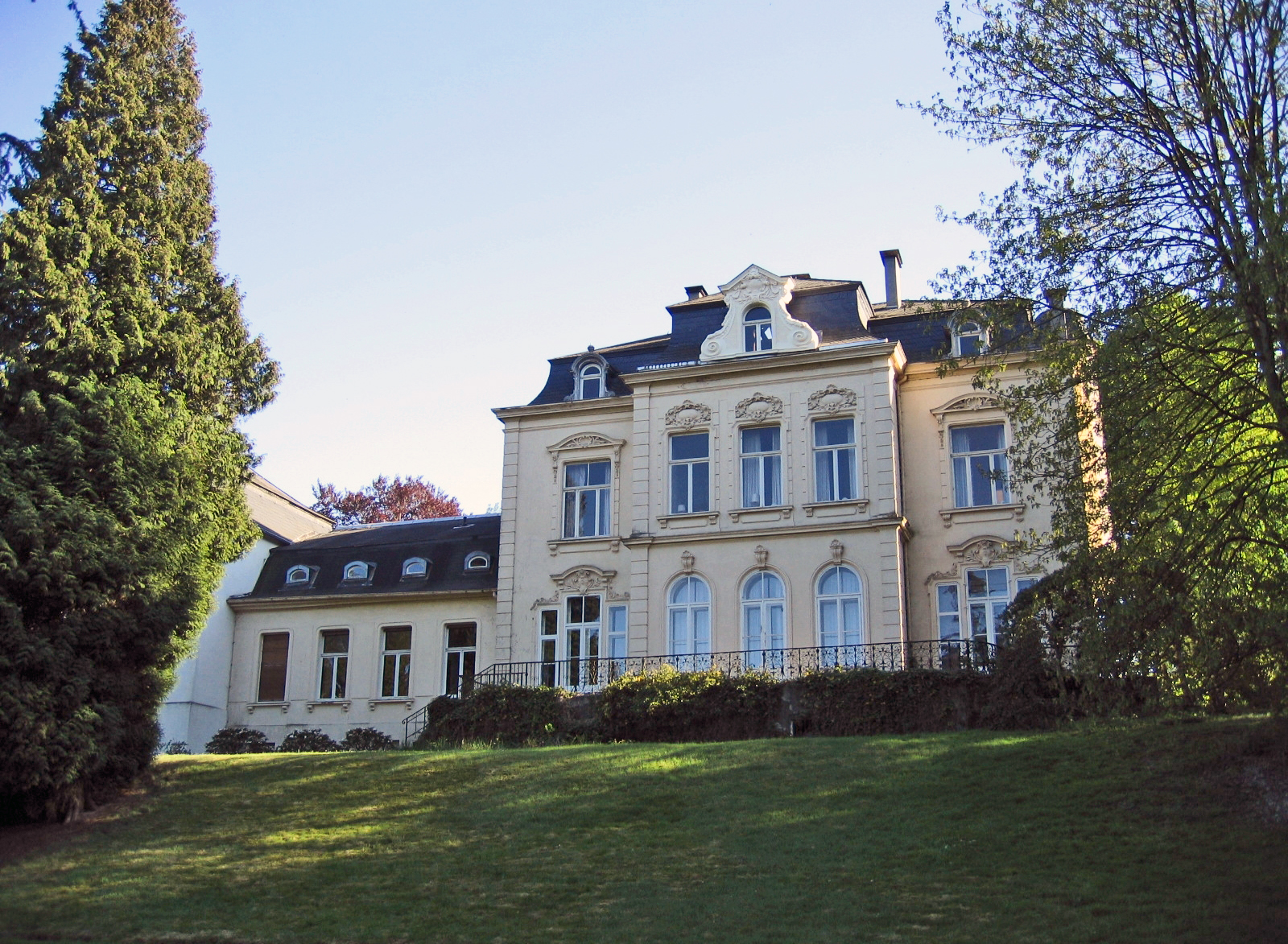
Neues Herrenhaus und Verbindungstrakt von Dahlhausen

Schloss Dahlhausen, auch Haus Dahlhausen genannt, ist eine Schlossanlage an der Gruländer Straße in der Ortschaft Dahlhausen, die zum Mendener Ortsteil Halingen gehört. Das Anwesen ist neben Rödinghausen und Kotten eines von drei erhaltenen Rittergütern im ehemaligen Amt Menden.
Das Schloss ging aus einem Rittergut hervor, das bis etwa 1480 einer gleichnamigen Familie gehörte und ein Lehen der Edelherren von Volmarstein war. Den von Dahlhausen folgte eine Reihe teils illustrer Eigentümer, ehe der Besitz 1695 an die Familie von Winkelhausen kam. Vermutlich war sie es, die ein neues Herrenhaus errichten ließ. Später kam in den Jahren 1889 bis 1893 unter der Familie von Fürstenberg ein weiteres Herrenhaus im historistischen Stil hinzu. Beide Gebäude stehen seit dem 4. Dezember 1984 unter Denkmalschutz.

## Geschichte
Schon 1152 fand ein Buvo von Dalehusen Erwähnung in einer Urkunde. Im Jahr 1166 wurde dann ein Hofgut Dahlhausen als Lehen der Abtei St. Michael in Siegburg erwähnt. Dieses war als Schenkung des Gerhard von Hachen an das Kloster gekommen, muss aber nicht zwingend identisch mit der späteren Burg gewesen sein. Um 1335 oder 1370 trug der Ritter Hermann von Dalhausen diesen Hof der Abtei zu Lehen. Mitglieder seiner Familie traten in Urkunden seit 1256 (Wilhelm von Dahlhausen) und bis 1477 auf. Im Jahr 1313 wurde Dahlhausen erstmals als Burg (castrum) urkundlich erwähnt, als Hermann von Dalhausen sie als Lehen von Dietrich von Volmarstein empfing. Dass das Anwesen schon früh befestigt war, zeigt eine weitere urkundliche Erwähnung um das Jahr 1351 als „gude to Dalhusen myt der stenen borgh“.

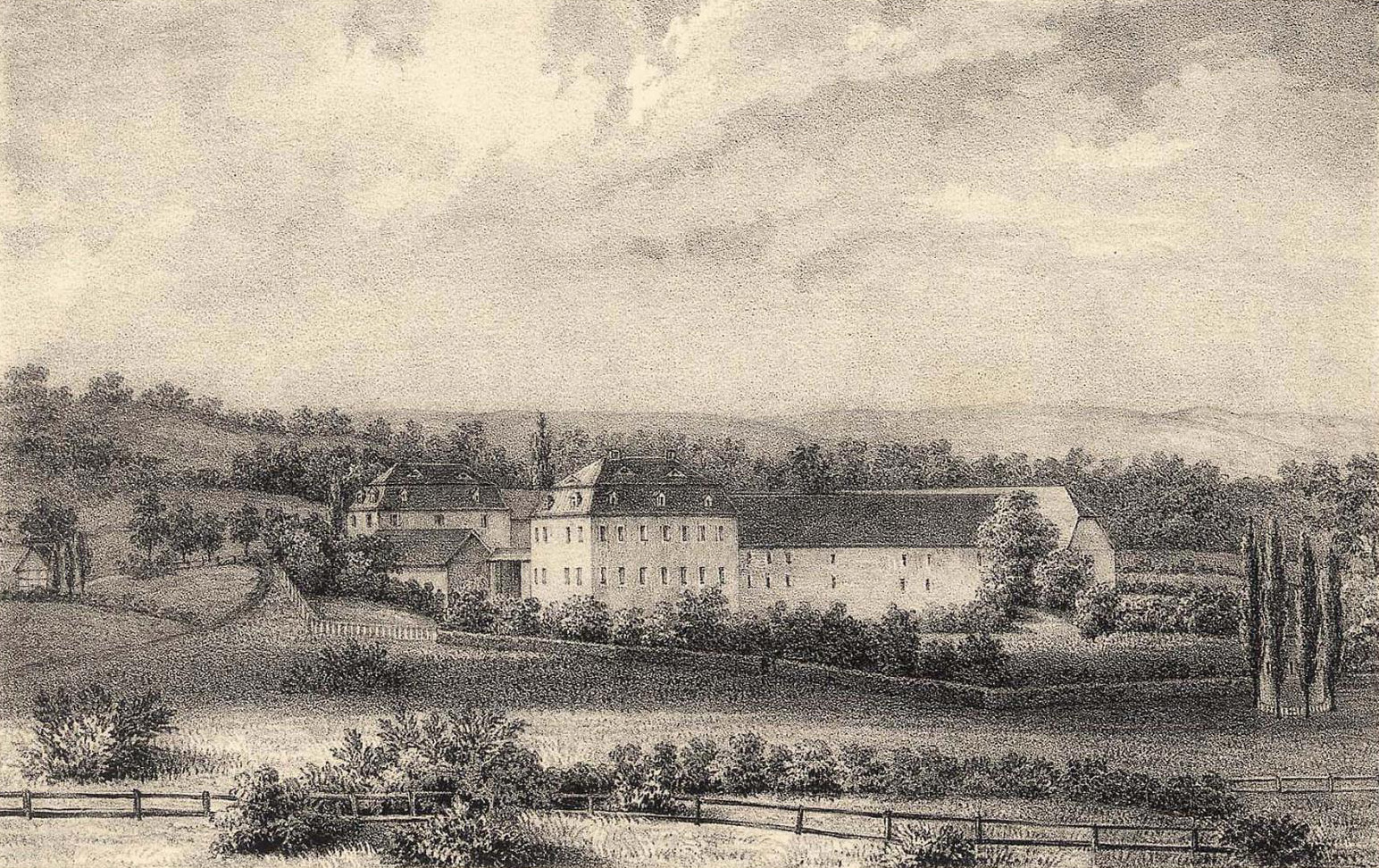
Schloss Dahlhausen auf einer Lithografie von P. Herle, ca. 1840

Von den von Dahlhausen kam der Besitz über die von Eichlinghofen vor 1480 an die Familie von Lethmathe genannt Küling. Als Adolf von Eichlinghofen verstorben war, wurde nämlich für dessen Witwe Clara und ihre Tochter Leneke Adolf von Plettenberg mit dem Haus Dahlhausen belehnt. Johann von Lethmate heiratete schließlich die Stieftochter Bertolds von Plettenberg und kam so in den Besitz der Burg. Im Jahr 1507 verkauften Imeke (auch Ymmeke und Ymme), Witwe des Degenhard von Lethmate genannt Küling, und ihre Tochter Leneke Haus und Hof zu Dahlhausen an Hermann von Mallinckrodt zu Küchen. Seine Familie kam zu Beginn des 17. Jahrhunderts in finanzielle Schwierigkeiten und wollte Dahlhausen zur Tilgung der hohen Schulden verkaufen. Das Anwesen wurde 1617 auf einen Wert von 31.497 Reichstalern taxiert, allerdings fand sich zunächst kein Käufer. 1625 veräußerten Heinrich von Mallinckrodt und seine Söhne Bernd, Heinrich und Rembert die Anlage an Dietrich von der Recke, Drost von Unna und Kamen. Ungefähr zur gleichen Zeit fand auch eine Lösung von der volmarsteinschen Lehnsabhängigkeit statt.

Schloss Dahlhausen um 1915

Dietrichs Nachfahren verkauften die Burg Dahlhausen 1695 an Maria Catharina von Winkelhausen, der Äbtissin des Damenstifts Neuenheerse. 1718 erwarb sie von der Abtei Siegburg auch das benachbarte und mittlerweile untergegangene Gut Osthöfen. Bei ihrem Tod vererbte sie die Anlage ihren Großneffen, mit dem die Familie 1739 im Mannesstamm ausstarb. Der Winkelhausener Besitz kam über Maria Catharinas Schwester Anna Maria Theresia an deren Mann, den Freiherrn Philipp Christof von Loe zu Wissen. Seine Familie behielt die Anlage bis 1792, in jenem Jahr erwarb es der Freiherr Friedrich Leopold von Fürstenberg-Herdringen gemeinsam mit Gut Osthöfen. Nachdem ein Teil des Osthöfener Besitzes verkauft und damit zeitweilig kein fürstenbergisches Eigentum mehr war, kaufte Franz Egon von Fürstenberg diesen abgetrennten Teil im Jahr 1838 wieder hinzu und vereinte alle zum Schloss gehörenden Güter wieder in einer Hand. Engelbert Eberhard von Fürstenberg ließ 1889 Teile der alten Wirtschaftsgebäude abreißen, um dort bis 1893 ein neues Herrenhaus im Stil des Neobarocks zu errichten.
In den 1950er Jahren war das Schloss bis ca. 1956 Kinderheim des Eisenbahn-Sozialwerks, ehe es ab den 1960er bis 1980er Jahren als Aufbauschule mit Internat genutzt wurde. Danach umfassend renoviert, dient es der heutigen Eigentümerin, Sieglinde Freifrau von Fürstenberg, als privater Wohnsitz und ist nicht zu besichtigen.

## Beschreibung
Schloss Dahlhausen steht leicht exponiert am nördlichen Ortsrand von Halingen etwa einen Kilometer südlich von Langschede auf einem hochwasserfreien Kliff über der Ruhraue. Es ist von einem großzügigen Landschaftspark mit altem Baumbestand und Reste von Alleen umgeben. Ein im Park liegender Teich ist der Rest einer ehemaligen Gräfte.
Die heutige Bausubstanz der Anlage stammt aus dem 18. und 19. Jahrhundert. Die Wirtschaftsgebäude westlich des Schlosses stammen mehrheitlich aus der ersten Hälfte des 19. Jahrhunderts. Es gibt dort aber auch einen jüngeren Bau, der heute als Scheune und Remise genutzt wird.
Das eigentliche Schloss besteht aus zwei Herrenhäusern unterschiedlicher Datierung und einem sie verbindenden Mitteltrakt. Dieser tritt an der zum Schlosshof gelegenen Südseite in der Bauflucht leicht zurück. Während er zum Hof zwei Geschosse aufweist, ist er an der zur Ruhr zeigenden Rückseite nur eingeschossig mit hohem Sockelgeschoss. Die unterschiedlichen Höhen werden durch ein halbes Mansarddach ausgeglichen.
Das alte Herrenhaus ist ein schlichter, Barockbau aus dem 18. Jahrhundert, dessen Längsseiten durch Rechteckfenster in sieben Achsen unterteilt sind. Er besitzt einen weißen Anstrich. Seine zwei Geschosse sind von einem abgewalmten Mansarddach abgeschlossen. Eine einläufige, geschwungene Freitreppe führt an der Hofseite zu einer Estrade mit Balusterbrüstung vor dem mittig gelegenen Eingang mit Oberlicht. Über dem Portal hängt ein Wappenstein mit Initialen, der Mitglieder der Familie von Winkelhausen als vermutliche Bauherren des Gebäudes erscheinen lässt. Im Inneren existiert noch eine repräsentative Holztreppe mit barockem Geländer.
Das neue, zweigeschossige Herrenhaus stammt vom Ende des 19. Jahrhunderts und besitzt einen hellgelben Anstrich. Der neunachsige Bau ist im Stil des Neobarocks errichtet und besitzt ein Aussehen, das gründerzeitlichen Villen sehr ähnlich ist. Die Ecken des Gebäudes sind durch rustizierte Ecklisenen betont. An der Hofseite umrahmen zwei dreiachsige Seitenrisalite eine überdachte Veranda, die den Eingang in der Mittelachse des Hauses schützt. Die Fenster in den Risaliten werden durch Gesimse mit volutenartigen Konsolen zu Dreiergruppen zusammengefasst. Das profilierte, kräftige Kranzgesims wird von einem schwächeren parallel verlaufenden Gesims begleitet. Darüber erhebt sich ein Mansarddach mit drei Schleppgauben und korbbogigen Fenstern an der Hofseite. Die Fassade an der Rückseite ist durch einen dreiachsigen Mittelrisalit betont. Dessen Fenster und Türe im Erdgeschoss besitzen entgegen den sonstigen rechteckigen Öffnungen eine Rundbogenform und sind mit Agraffen besetzt. Die anderen Fenster besitzen stuckierte Verzierungen als oberen Abschluss. Auf Dachhöhe wird der Risalit von einem Zwerchhaus mit vorgesetztem Volutengiebel bekrönt. Die Türe führt zu einer Terrasse mit schmiedeeisernem Geländer in neobarocker Form, die einen weiten Blick in die Ruhraue bietet.
Im Inneren des Gebäudes ist die Eingangshalle mit offenem Kamin und einer zweibogigen, von Säule getragenen Arkatur am Treppenaufgang bemerkenswert. Mit ihrem weißen Stuckprofil hat sie Ähnlichkeit mit dem Vestibül im Schloss Nordkirchen. Einiges der übrigen Innenausstattung des Hauses, wie zum Beispiel Türen und Wandvertäfelungen stammen ursprünglich von der Burg Schnellenberg.